# Muaythai ai Giochi mondiali 2025
Le competizioni di muaythai ai Giochi mondiali 2025 si sono svolte dall'8 al 10 agosto 2025 al Sichuan Provincial Gymnasium di Chengdu, in Cina.

## Podi

### Uomini
| Specialità       | Oro                                               | Argento                  | Bronzo                        |
| 57 kg (dettagli) | Dmytro Shelesko Ucraina                           | Ruach Gordon Israele     | Daren Rolland Francia         |
| 71 kg (dettagli) | Konstantin Shakhtarin Atleti Individuali Neutrali | Gianluca Franzosi Italia | Attila Norbert Spéth Ungheria |
| 86 kg (dettagli) | Artiom Livadari Moldavia                          | Aaron Ortiz Stati Uniti  | Zhang Chengcheng Cina         |

### Donne
| Specialità       | Oro                  | Argento                     | Bronzo                            |
| 48 kg (dettagli) | Liu Xiaohui Cina     | Kullanat Aonok Thailandia   | Oumaima Belouarrat Marocco        |
| 54 kg (dettagli) | Laura Burgos Messico | Martyna Kierczyńska Polonia | Monika Chochlíková Slovacchia     |
| 60 kg (dettagli) | Han Xin Cina         | Kübra Kocakuş Turchia       | Kaewrudee Kamtakrapoom Thailandia |

## Medagliere
| Posiz. | Nazione                     | Oro | Argento | Bronzo | Totale |
| ------ | --------------------------- | --- | ------- | ------ | ------ |
| 1      | Cina                        | 2   | 0       | 1      | 3      |
| 2      | Ucraina                     | 1   | 0       | 0      | 1      |
| 2      | Atleti Individuali Neutrali | 1   | 0       | 0      | 1      |
| 2      | Moldavia                    | 1   | 0       | 0      | 1      |
| 2      | Messico                     | 1   | 0       | 0      | 1      |
| 6      | Thailandia                  | 0   | 1       | 1      | 2      |
| 7      | Israele                     | 0   | 1       | 0      | 1      |
| 7      | Italia                      | 0   | 1       | 0      | 1      |
| 7      | Stati Uniti                 | 0   | 1       | 0      | 1      |
| 7      | Polonia                     | 0   | 1       | 0      | 1      |
| 7      | Turchia                     | 0   | 1       | 0      | 1      |
| 12     | Francia                     | 0   | 0       | 1      | 1      |
| 12     | Ungheria                    | 0   | 0       | 1      | 1      |
| 12     | Marocco                     | 0   | 0       | 1      | 1      |
| 12     | Slovacchia                  | 0   | 0       | 1      | 1      |
| Totale | Totale                      | 6   | 6       | 6      | 18     |